# Erdmuthe van Brandenburg
Erdmuthe van Brandenburg (Berlijn, 26 juni 1561 - Stolp, 13 november, 1623) was een Duitse prinses. Door haar huwelijk werd ze hertogin van Pommeren.

## Biografie
Erdmuthe was de oudste dochter van keurvorst Johan Georg van Brandenburg, uit zijn tweede huwelijk met Sabina van Brandenburg-Ansbach.
Op 17 februari 1577 trouwde ze met hertog Johan Frederik van Pommeren-Stettin. In 1571, toen ze nog maar tien jaar oud was, was ze al met de hertog verloofd. Het huwelijk was aanleiding voor een van de grootste feesten tot dan toe in Pommeren. Het huwelijk was aanleiding voor een erfverdrag tussen de hertogelijke dynastie van Pommeren en het huis Hohenzollern van Brandenburg. De afspraak dat het huis Hohenzollern de Pommerse Greifen na het uitsterven van de dynastie zou opvolgen werd opnieuw bevestigd. Bij het uitsterven van de Brandenburgse Hohenzollerns zouden de Pommerse hertogen de Neumark, Löcknitz en Vierraden erven. 
Het huwelijk tussen Erdmuthe en Johan Frederik was goed, maar bleef kinderloos. In 1590 werd een edelvrouw, Elisabeth von Doberschütz, ervan beschuldigd de hertogin met een "toverdrank" onvruchtbaar gemaakt te hebben. Een jaar later werd Elisabeth als heks onthoofd op de markt van Stettin, waarna haar lichaam verbrand werd.
Johan Frederik stierf in 1600. Erdmuthe kreeg het amt en het kasteel van Stolp als weduwegoed toegewezen, waar ze in 1623 overleed.